# Spoorlijn Weetzen - Haste
De spoorlijn Weetzen - Haste (Duits: Deisterbahn of Deisterstrecke) loopt aan de noordrand van de Deister tussen Weetzen en Haste en is als spoorlijn 1761 onder beheer van DB Netze. De doorgaande geëlektrificeerde spoorlijn in de Duitse deelstaat Nedersaksen hoort bij het netwerk van de S-Bahn van Hannover.

## Geschiedenis
De spoorlijn werd begin 1870 door de Hannover-Altenbekener Eisenbahn-Gesellschaft gebouwd, hoofdzakelijk om bulk (Deisterkolen, stenen evenals suikerbieten uit het Calenberger Land) via het spoor te transporteren. Het trajectdeel Weetzen - Barsinghausen werd op 1 mei 1872 in gebruik genomen, het overige deel naar Haste op 15 augustus 1872. In het begin bestonden de haltes Winninghausen, Lemmie, Kirchdorf en Bantorf nog niet. De lijn werd tot Barsinghausen met twee treinparen per dag bediend, na de opening tot Haste werd dit verhoogd naar drie treinparen per dag. De lijn werd ook gebruikt voor postvervoer met postkantoren op de stations Barsinghausen en Wennigsen. Op 1 oktober 1901 werd de halte Winninghausen geopend. In het jaar 1904 startten boeren uit Bönnigsen een initiatief voor de bouw van een halte bij Lemmie. Terwijl de afstand tot station Wennigsen duidelijk korter was, was deze route door de steile helling een stuk moeizamer voor paardenkarren. Ten slotte volgde de opening van de halte Lemmie op 15 december 1904. De haltes Kirchdorf (1955) en Bantorf (1975) volgde wezenlijk later.
Op 22 maart 1969 reed voor de laatste keer een stoomlocomotief in gewone dienst over de spoorlijn en werden er diesellocomotieven ingezet. Na sluitingsplannen van de DB eind jaren '60 kreeg de spoorlijn een financiële bijdrage door het samenwerkingsverband van gemeenten rond Hannover, een voorloper van de huidige Regio Hannover, geëlektrificeerd en op 31 mei 1970 reed de eerste elektrische locomotief over de lijn. Vervolgens werden trek-duwtreinen met N-rijtuigen, vanaf 1989 met Citybahn-rijtuigen ingezet. Deze werden hoofdzakelijk door locomotieven van het type 141 geduwd en getrokken. In de regel trok de locomotief de trein in de richting van Haste.
Eind jaren '90 werd in kader van de oprichting van de S-Bahn van Hannover voor de Expo 2000 de stations gemoderniseerd, omgebouwd of verlegd (Egestorf). Tevens werd de spoorlijn tussen Weetzen en Egestorf verdubbeld. Hierbij werden stalen Y-dwarsliggers gebruikt. Een klein stuk bij station Weetzen is nog enkelspoor, omdat hier een verdubbeling hoge kosten met zich meebrengt en er geen noodzaak voor is. Op het enkelsporige traject zijn er bij de stations Wennigsen en Egestorf kruisingsmogelijkheden, alleen in de dienstregeling vindt deze plaats in station Egestorf.
De stations in Weetzen, Wennigsen, Egestorf en Barsinghausen hadden vroeger zijsporen voor het laden en lossen van stukgoederen. De goederenafhandeling in Egestorf werd begin jaren '70 en in Wennigsen in de jaren '80 stilgelegd. De overgebleven zijsporen zijn grotendeels verwijderd bij de verbouwingen van de S-Bahn. In Wennigsen bleef het laadperron liggen, dat vandaag geen aansluiting meer heeft op spoor of weg. Evenals tot in de jaren '80 waren er mechanische seinhuizen in Egestorf en Wennigsen, voordat de wissels en seinen via een NX-panelen vanuit Barsinghausen en Weetzen werden aangestuurd. In het kader van deze omzetting werden de armseinen door lichtseinen vervangen. Het vorkstation Bad Nenndorf, dat een eigen seinhuis had, werd na het stilleggen van de Süntelbahn tot een treinhalte gereduceerd. 
In Barsinghausen was er ten oosten van het station een aansluiting naar de Klosterstollen (mijn) in het zuiden en naar Schacht IV in het noorden. De naar het noorden lopende aansluiting begint na de brug over de straat Hannoversche Straße en is met een veiligheidskopspoor uitgerust. Er resteert een opstelspoor in Barsinghausen voor het bedrijventerrein dat aan de vroegere spooraansluiting naar Schacht IV zit.
In de jaren 2014 en 2015 werd in Haste een ongelijkvloerse kruising gemaakt en de voetgangerstunnel in het station verlengd. De overweg in de Waldstraße direct ten zuiden van het station werd hierdoor verwijderd.

## Tracéverloop
Het tracé loopt ten noordoosten van de heuvelrug Deister. De lijn takt af in Weetzen in de gemeente Ronnenberg van de spoorlijn Hannover - Soest. Vervolgens loopt het door de gemeenten Gehrden, Wennigsen, Barsinghausen en Bad Nenndorf om vervolgens in Haste aan te sluiten op de spoorlijn Hannover - Minden. In de plaats Egestorf loopt het tracé direct aan de rand van de Deister. Het gehele verloop van de lijn is relatief vlak en kent geen tunnels.
Doordat een aanzienlijk deel van het tracé aan de voet van de bergrug Deister loopt (tot 405 meter hoog), wordt de lijn in de weekenden door veel dagjesmensen en wandelaars gebruikt. In station Haste eindigt de spoorlijn op een eigen spoor naast de spoorlijn Hannover - Minden.

## Exploitatie
De spoorlijn wordt door de lijnen S1, S2 en S21 van de S-Bahn van Hannover bediend. Van 5 tot 22 uur bestaat er op werkdagen een halfuursdienst, wat de hoogste frequentie is in de geschiedenis van de spoorlijn. In de dienstregeling kruisen de lijnen S1 en S2 in station Bantorf op het enkelsporig traject. Tevens kruisen de treinen tussen Egestorf en Weetzen.
| Serie | Treinsoort             | Route                                                                            | Bijzonderheden                     |
| ----- | ---------------------- | -------------------------------------------------------------------------------- | ---------------------------------- |
| S1    | S-Bahn (DB Regio Nord) | Minden (Westf) – Haste – Seelze – Hannover Hbf – Weetzen – Barsinghausen – Haste |                                    |
| S2    | S-Bahn (DB Regio Nord) | Nienburg (Weser) – Seelze – Hannover Hbf – Weetzen – Barsinghausen – Haste       | Zondags alleen Nienburg - Hannover |
| S21   | S-Bahn (DB Regio Nord) | Hannover Hbf – Hannover Bismarckstraße – Weetzen – Barsinghausen                 | Alleen tijdens de spits            |

Het goederenverkeer speelt op de lijn een kleine rol, alleen het industriegebied in Barsinghausen zorgt voor goederenverkeer over de spoorlijn. Twee bedrijven worden met ketel- en huifwagens voor staalproducten vanuit Hannover-Linden eenmaal per dag bediend. Dit verkeer wordt verzorgd door de Hannover Hafenbahn. De treinen worden getrokken door Voith Gravita-locomotieven en rijden vanaf Hannover-Linden via Weetzen naar Barsinghausen. Op de terugweg rijden de treinen in de regel via Haste, omdat er geen ruimte is in de dienstregeling door de S21.
Bij het maken van de dienstregeling is er rekening gehouden dat er aansluiting is in Haste op treinen in beide richtingen en in Weetzen op treinen in de richting van Hameln. Samen met de busaansluitingen wordt er een klokvaste dienstregeling geboden.
Bij storingen rond Hannover Hauptbahnhof wordt de spoorlijn gebruikt als omleidingstraject voor langeafstandstreinen, hierdoor is tijd tot tijd ook ICE- en IC-treinen te zien op de spoorlijn.

## Huidige situatie

### Infrastructuur
Bedrijfstechnisch is de spoorlijn van Weetzen tot Barsinghausen als hoofdspoor en van Barsinghausen tot Haste als lokaalspoor gecategoriseerd.
De spoorlijn is volledig geëlektrificeerd en tussen Weetzen en Egestorf dubbelspoor. Alleen bij Barsinghausen is er nog een industrieaansluiting, deze is niet geëlektrificeerd. Daarnaast bestaat er nog bij station Barsinghausen resten van een derde zijspoor, maar deze is niet meer aan het netwerk aangesloten. Alle andere zijsporen bij de verschillende stations zijn volledig afgebroken.

### Veiligheidssystemen
De spoorlijn wordt grotendeels door twee seinhuizen aangestuurd. Het oostelijke deel tot aansluitend Wennigsen wordt door een NX-paneel vanuit Weetzen bediend. Het overige deel tussen Egestorf en Bantorf wordt vanuit Barsinghausen aangestuurd. Een ander seinhuis bevindt zich in Haste, die het laatste stuk van de spoorlijn aanstuurt. Op het gehele traject worden lichtseinen gebruikt, deels in een compacte vorm. 

## Verdere plannen
In station Barsinghausen zal het perron van spoor 2 voor € 2 miljoen over de lengte van 210 meter gemoderniseerd worden.
In het Bundesverkehrswegeplan 2030 staat een uitbreiding gepland, voor de verbetering van omleidingslijnen voor goederentreinen rond Hannover. Zo is een nieuwe verbindingsboog gepland bij Weetzen, zodat het goederenverkeer uit bijvoorbeeld Bremen naar Hameln niet langs Hannover hoeven.
De Regio Hannover plant een nieuwe halte in Hannover-Waldhausen. Daardoor wordt de reistijd langer wat invloed heeft op de dienstregeling op het enkelsporige traject. Daarom zal het deel tussen Bantorf en Winninghausen verdubbeld worden.